# The Lost Interview Tapes Featuring Jim Morrison Volume One
The Lost Interview Tapes Featuring Jim Morrison Volume One är 2 intervjuer med musikgruppenThe Doors utgivet juni 2001.

## Spårlista
1. Interview (1970 Canadian Broadcasting Corporation)	26:49
2. Interview (1967 University Of New York At Oswego)	28:22

Total speltid 55:11